# Noord-Stegeren
Noord-Stegeren is een buurtschap in de gemeente Hardenberg in de Nederlandse provincie Overijssel. Het ligt in het noorden van de gemeente, iets ten noordoosten van Dedemsvaart en tussen de buurtschappen De Mulderij en 't Bergje.
Steden: Hardenberg · Gramsbergen      Dorpen: Balkbrug · Bergentheim · Bruchterveld · De Krim · Dedemsvaart · Heemse · Kloosterhaar (deels) · Lutten · Mariënberg · Oud Avereest · Rheeze · Schuinesloot · Sibculo · Slagharen

Buurtschappen: Achterin · Ane · Anerveen · Anevelde · De Belt · Benedenvaart · 't Bergje · Braamberg (deels) · Brucht · Collendoorn · Collendoornerveen · Diffelen · Ebbenbroek · Engeland · Gouden Ploeg · Groot-Oever · De Haandrik · 't Haantje · De Haar · Hanekamp · Hardenbergerveld · Heemserveen · Holtheme · Holthone · Hoogenweg · Den Huizen · Den Kaat · Keiendorp · Loozen · Lutten-Oever · Lutterhartje · De Maat · De Meene · De Mulderij · Noord-Stegeren · Den Oosterhuis · Oud-Bergentheim · Oud-Lutten · De Pol · Radewijk · Rheezerveen · De Schans · Sluis 7 · Sponturfwijk · Strooiendorp · Den Velde · Venebrugge · Den Westerhuis · Westerhuizingerveld (deels) · Witman 

Voormalige gemeenten: Avereest · Gramsbergen · Hardenberg (Stad · Ambt)

Overijssel · Steden en dorpen in Overijssel      Nederland · Provincies · Gemeenten